# Schwarze Spinne
Die Schwarze Spinne ist eine rund 1000 m hohe, in mehreren Berggraten auslaufende Anhöhe der Mountaineer Range im ostantarktischen Viktorialand. Sie grenzt unmittelbar südlich bis südöstlich an die Hauptbiegung des Meander Glacier.
Wissenschaftler der deutschen Expedition GANOVEX III (1982–1983) nahmen ihre Benennung vor.